# Аминта III
Аминта III (грчки: Ἀμύντας Γ; умро 370. п. н. е.) је био македонски краљ од 393. до 370. п. н. е. Најпознатији је као отац чувеног Филипа II Македонског, односно деда Александра Великог.

## Биографија
Аминта је био син македонског принца Архидаја. На престо је дошао након десетогодишњих немира који су уследили након смрти Архелаја I. Имао је мноштво непријатеља. Године 393. п. н. е. уклоњен је са престола од стране Илира, али се наредне године вратио уз помоћ Тесалаца. Медије, глава куће Алеада из Ларисе, веровао је да ће Аминта помоћи њему да се домогне места тиранина Тесалије. Везе Алеада и Аргијада датирају још од времена Архелаја. Како би се одбранио од Илира, Аминта је ступио у савез са Халкидичким савезом на челу са Олинтом. Успоставио је везе са Котисом, одриским краљем. Одрисова ћерка била је удата за атинског генерала Ификрата. Односи између Атине и Аминте били су добри. Аминта је усвојио Ификрата. Након закључења Краљевог мира (387. п. н. е.) по завршетку Коринтског рата, Спарта је била нестрпљива да поново успостави доминацију у Северној Грчкој. Године 385. п. н. е. Бардила и његови Илири напали су Епир подстакнути од Дионисија I од Сиракузе који је покушавао да Алктеу I од Епира врати на власт. Аминта је тражио помоћ Спарте од растуће претње Олинта и Халкидичког савеза. Спартанци су спремно дошли у помоћ. Олинт је подржавао Атину и Тебу који су могли угрозити спартанску хегемонију. Избио је Спартанско-халкидички рат у коме Спартанци опседају Олинт (379. п. н. е.). Такође, Аминта улази у савез са Јасоном од Фере и одржава пријатељство са Атином. На Свехеленском конгресу 371. године п. н. е. он је гласао у прилог Атињана и предлога да се Атини врати Амфипољ на северној обали Егејског мора. Након пораза Олинта, Аминта је закључио савез са Атином и задржао приходе од трговине дрветом за себе. Дрво је превозио у Пиреј, атинском војсковођи Тимотеју.

## Породица
Аминта је био ожењен Еуридиком I, ћерком Сираса од Линкестиса. Имали су тројицу синова од којих је сваки касније постао краљ Македоније. Поред њих је имао у једну ћерку:
- Александар II
- Пердика III
- Филип II
- Евриноја, помиње је римски историчар Јустин

Јустин спомиње да је Аминта имао тројицу синова са другом женом, Гигејом: Архелаја, Архидаја и Менелаја. Њих је 350-тих година п. н. е. елиминисао Филип II Македонски. Аминта је умро у дубокој старости. Наследио га је најстарији син Александар II.